# Parafia św. Jana Chrzciciela w Płocku
Parafia pw. św. Jana Chrzciciela w Płocku – rzymskokatolicka parafia należąca do dekanatu płockiego zachodniego, diecezji płockiej, metropolii warszawskiej.

## Historia
Parafia powstała 1 marca 1973 na mocy dekretu wydanego 21 stycznia 1973 przez biskupa płockiego Bogdana Sikorskiego. Jej proboszczem jest ks. kan. dr Tomasz Brzeziński (od 2023).
Kościół parafialny pw. św. Jana Chrzciciela został wybudowany w latach 1758–1771.

## Proboszczowie
- ks. Tadeusz Król (1973-1987)
- ks. Stanisław Kutniewski (1987-1995)
- ks. Antoni Kołodziejski (1996-2023)
- ks. Tomasz Brzeziński (2023-nadal)